# アリーナ・カバエワ

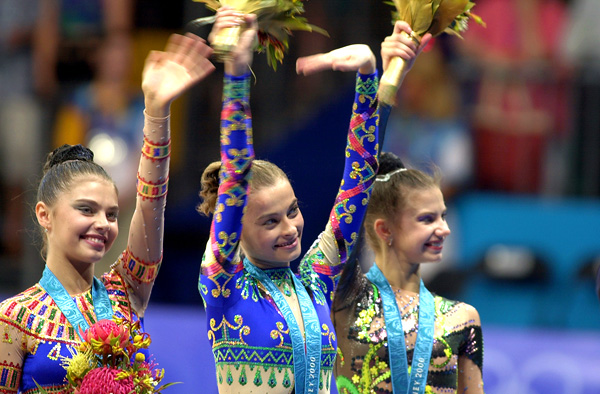
2000年シドニー五輪の表彰式の様子。左がカバエワ。

アリーナ・カバエワ（ロシア語: Алина Маратовна Кабаева、タタール語: Әлинә Марат кызы Кабаева、Alina Maratovna Kabaeva、1983年5月12日 – ）は、ロシアの元新体操選手。政治家。

## 初期の経歴
ウズベキスタンの首都タシュケントにて、サッカー選手の父親とバスケットボール選手の母親の間に生まれる。3歳から新体操を始める。11歳のときに母と共にロシアのモスクワに移住し、名門クラブ・インターフィン（後のガスプロム）でイリーナ・ビネル（現ロシアの新体操ヘッドコーチ）の指導を受ける。

## 新体操選手として

### 経歴
15歳、シニアデビューとなった1998年のヨーロッパ選手権でいきなり優勝すると、1999年の世界新体操選手権で個人総合優勝、種目別でも金メダル2つと銀メダル2つを獲得し、名実ともに世界女王となった。2000年のシドニーオリンピックでは金メダル確実と言われていたが、決勝でフープを場外に出すミスを犯し銅メダルに終わる。
2001年の世界選手権で個人総合2連覇、団体・種目別合わせて計5つの金メダルを獲得するも、栄養補助食品に減量効果のある利尿剤フロセミドが含まれており、薬物使用違反。同じくロシアのイリーナ・チャシナとともに獲得メダルを全て剥奪され、1年間の出場停止処分を受ける。
2003年の世界選手権では2度目の個人総合優勝を果たし、計4つの金メダルを獲得。2004年のアテネオリンピックでは個人総合で念願の金メダルを獲得。同年、東京で開催されたイオンカップ優勝後、引退を表明。
2005年に現役に復帰。2007年、世界新体操選手権で種目別リボンで3位。同大会個人総合予選では4位となるものの、1国につき2人しか決勝進出できなかったため、カプラノワとセシナが決勝に進み、カバエワは予選敗退となった。2008年、再度の引退を表明。

### 評価
高い技術と柔軟性を活かしたカバエワの演技に対しては賛否両論あったが、カバエワが「新体操を変えた」ということは、広く言われている。
シドニー五輪以降、同じロシアのイリーナ・チャシナ、ウクライナのアンナ・ベッソノバとともに「3強」と称されていた。ロシアのオルガ・カプラノワ、ベラ・セシナは「カバエワの後継者」と称された。

### 主な戦績
- 1999年
  - 世界新体操選手権（大阪）個人総合1位
  - エプソンカップ個人総合1位
- 2000年
  - シドニーオリンピック個人総合3位（銅メダル）
- 2001年
  - コルベールエンヌ新体操国際競技会個人総合2位
  - イオンカップ個人総合1位
- 2002年
  - イオンカップ個人総合1位
- 2003年
  - コルベールエンヌ新体操国際競技会個人総合3位
  - バルティク競技会個人総合1位
  - ベルリングランプリ個人総合1位
  - ワールドカップアゼルバイジャン個人総合1位
  - 世界新体操選手権（ブダペスト）個人総合1位、同大会種目別ボール1位、リボン1位
  - イオンカップ個人総合2位
- 2004年
  - プレオリンピック個人総合2位
  - テイエ国際大会個人総合4位
  - アテネオリンピック個人総合1位（金メダル）
  - イオンカップ個人総合1位。
- 2006年
  - イオンカップ個人総合2位
- 2007年
  - 世界新体操選手権リボン3位

## 新体操以外の活動

### 芸能
映画
2001年、東映映画『RED SHADOW 赤影』に出演。2005年にはDVDも発売された。
CM
- UHA味覚糖　チョコビュー（1999年）

※関西限定のCM
写真集
- Alina Kabaeva photo book アテネオリンピック新体操金メダリスト（2005年1月、バウハウス）ISBN 4778800028

DVD
- 新体操の妖精 アリーナ・カバエワ HOLIDAY in JAPAN（2005年3月21日、東映ビデオ）
- 2004アテネオリンピック ゴールドメダリスト アリーナ・カバエワの新体操教室（2005年3月21日、東映ビデオ）

### 政治
2008年、ロシア連邦下院選挙で統一ロシアより出馬し当選したが、その後に辞職。2014年以来、ロシア最大のメディア・コングロマリット「ナショナルメディアグループ」会長として、親ロシア派のテレビ・ラジオ局や出版社などを率いている。

### 私生活
2008年にロシア大統領のウラジーミル・プーチンとの交際が報じられたが、否定。この件を報じたロシア国内のタブロイド紙は突如、資金難を理由に休刊したものの、1週間も経ずに再開した。
出産した子どもの父親は誰なのかは伏せられているが、プーチンであると報告した調査がある。スイスで2009年に男子を出産、2015年に7歳の双子の娘を出産しており、2019年にモスクワで息子を出産していると伝えられている。ロシアによるウクライナ侵攻以降、4人の子どもとスイスに潜伏していると報じられたことから、Change.orgにてスイスからロシアへの強制送還、五輪メダルの剥奪を求める署名運動が起こっている一方、プーチンの家族としてシベリアのアルタイ山脈に位置する核シェルターに匿われていると政治アナリストのヴァレリー・ソロベイが述べていることが報道されていた。
2022年4月24日、モスクワで行われた自らの名前を冠した新体操フェスティバルで公の場に姿を現した。カバエワはロシアではソチに住んでおり、プーチン大統領は5月11日に長男が生まれたのと同じ年に設立されたソチのエリートシリウス教育センターを見学したことが報じられた。
これらの要因から、2022年にウクライナに侵攻したロシアに対する制裁を強める米政府により制裁対象リストに加わりそうになったこともある。5月13日、イギリスはプーチン大統領の親族や友人への新たな資産凍結などを発表し、カバエワも制裁対象とした。同月27日にカナダ、6月3日にはEU、8月2日にはアメリカがカバエワを制裁対象に加えた。